# Liste der denkmalgeschützten Objekte in Reichraming
Die Liste der denkmalgeschützten Objekte in Reichraming enthält die 14 denkmalgeschützten, unbeweglichen Objekte der Gemeinde Reichraming im oberösterreichischen Bezirk Steyr-Land.

## Denkmäler
| Foto |                 | Denkmal                                                                         | Standort                                                             | Beschreibung | Metadaten |
| ---- | --------------- | ------------------------------------------------------------------------------- | -------------------------------------------------------------------- | --- | --- |
| ja   | Datei hochladen | Dirnbach-Kapelle HERIS-ID: 62599 Objekt-ID: 75166                               | Dirnbachstraße 4, in der Nähe Standort KG: Reichraming               | | BDA-Hist.: Q38100511 Status: § 2a Stand der BDA-Liste: 2025-06-30 Name: Dirnbach-Kapelle GstNr.: .389                                                          |
| ja   | Datei hochladen | Bürgerhaus, sog. Türkenhaus HERIS-ID: 38399 Objekt-ID: 37956                    | Dirnbachstraße 11 Standort KG: Reichraming                           | | BDA-Hist.: Q37980906 Status: Bescheid Stand der BDA-Liste: 2025-06-30 Name: Bürgerhaus, sog. Türkenhaus GstNr.: .128                                           |
| ja   | Datei hochladen | Stöckl-Dirnbach HERIS-ID: 43670 Objekt-ID: 44336                                | Dirnbachstraße 11, bei Standort KG: Reichraming                      | | BDA-Hist.: Q38004655 Status: Bescheid Stand der BDA-Liste: 2025-06-30 Name: Stöckl-Dirnbach GstNr.: 425/4                                                      |
| BW   | Datei hochladen | Gruftkapelle Ludwig Sommer HERIS-ID: 250396seit 2024                            | Friedhofstraße 1, nordwestlich, am Friedhof Standort KG: Reichraming | | BDA-Hist.: Q126122367 Status: Bescheid Stand der BDA-Liste: 2025-06-30 Name: Gruftkapelle Ludwig Sommer GstNr.: 978/2                                          |
| ja   | Datei hochladen | Forsthaus, neue Forsteralm bzw. Holzknechthaus HERIS-ID: 62603 Objekt-ID: 75170 | Forsteralmstraße 2 Standort KG: Reichraming                          | | BDA-Hist.: Q38100549 Status: § 2a Stand der BDA-Liste: 2025-06-30 Name: Forsthaus, neue Forsteralm bzw. Holzknechthaus GstNr.: .139                            |
| ja   | Datei hochladen | Bauernhof, alte Forsteralm HERIS-ID: 62601 Objekt-ID: 75168                     | Forsteralmstraße 3 Standort KG: Reichraming                          | | BDA-Hist.: Q38100522 Status: § 2a Stand der BDA-Liste: 2025-06-30 Name: Bauernhof, alte Forsteralm GstNr.: .140                                                |
| ja   | Datei hochladen | Schmiedehammer, Gütl bei der Schallermauer HERIS-ID: 12944 Objekt-ID: 9106      | Hammerschmiedstraße 4 Standort KG: Reichraming                       | | BDA-Hist.: Q38149321 Status: Bescheid Stand der BDA-Liste: 2025-06-30 Name: Schmiedehammer, Gütl bei der Schallermauer GstNr.: .74                             |
| ja   | Datei hochladen | Haus an der Schallen HERIS-ID: 52505 Objekt-ID: 59445                           | Hammerschmiedstraße 16 Standort KG: Reichraming                      | | BDA-Hist.: Q38051881 Status: § 2a Stand der BDA-Liste: 2025-06-30 Name: Haus an der Schallen GstNr.: .361                                                      |
| ja   | Datei hochladen | Ehem. Oberhammerwerksverwalterhaus HERIS-ID: 12943 Objekt-ID: 9105              | Hammerschmiedstraße 24 Standort KG: Reichraming                      | | BDA-Hist.: Q38149306 Status: Bescheid Stand der BDA-Liste: 2025-06-30 Name: Ehem. Oberhammerwerksverwalterhaus GstNr.: .107/1                                  |
| ja   | Datei hochladen | Forstmuseum HERIS-ID: 62602 Objekt-ID: 75169                                    | Museumsweg 9 Standort KG: Reichraming                                | | BDA-Hist.: Q38100531 Status: § 2a Stand der BDA-Liste: 2025-06-30 Name: Forstmuseum GstNr.: 287/4                                                              |
| ja   | Datei hochladen | Kath. Pfarrkirche hl. Franz von Sales HERIS-ID: 62597 Objekt-ID: 75164          | bei Oberer Kirchenberg 5 Standort KG: Reichraming                    | → Hauptartikel : Pfarrkirche Reichraming f1 | BDA-Hist.: Q24817450 Status: § 2a Stand der BDA-Liste: 2025-06-30 Name: Kath. Pfarrkirche hl. Franz von Sales GstNr.: .367 Sankt Franz von Sales (Reichraming) |
| ja   | Datei hochladen | Ertlgut, Gut am Örtl in Rohrbach HERIS-ID: 47039 Objekt-ID: 49523               | Rohrbachgraben 5 Standort KG: Reichraming                            | Das Gut besteht aus einem zwei- beziehungsweise dreigeschoßigen Wohntrakt, dessen älteste Teile aus dem 17. Jahrhundert stammen, und drei Wirtschaftsgebäuden. Umgebauten und Erweiterungen sind mit 1803 und beim Übergang in das 20. Jahrhundert dokumentiert. Das Wohnhaus besteht aus Natursteinmauerwerk mit einer glatten Fassade aus dem 19. Jahrhundert. Mehrere Gewölbe, Decken mit Stuckapplikationen, Wandbemalungen aus dem 19./20. Jahrhundert, und nicht zuletzt die Ausführung der Türen zeichnen das Innere des stattlichen Hauses aus. | BDA-Hist.: Q38025323 Status: Bescheid Stand der BDA-Liste: 2025-06-30 Name: Ertlgut, Gut am Örtl in Rohrbach GstNr.: .293                                      |
| ja   | Datei hochladen | Weißenbachtal-Kapelle HERIS-ID: 62598 Objekt-ID: 75165                          | Weißenbachstraße Standort KG: Reichraming                            | | BDA-Hist.: Q38100502 Status: § 2a Stand der BDA-Liste: 2025-06-30 Name: Weißenbachtal-Kapelle GstNr.: .222/2 Weißenbachtal-Kapelle                             |
| ja   | Datei hochladen | Ehem. Forsthube jetzt Bauernhaus HERIS-ID: 46888 Objekt-ID: 49186               | Am Arzberg 1 Standort KG: Arzberg                                    | Die mehrteilige Anlage mit vier Gebäuden wurde in mehreren Etappen um einen Innenhof erbaut. Die Fassade des großen zweigeschoßigen Haupthauses stammt aus dem 18. Jahrhundert. Die Fenster sind mit schmiedeeisernen Körben vergittert und mit Bandelwerk geschmückt. Im Inneren befinden sich spätmittelalterliche Gewölbe und im Obergeschoß Stuckdecken aus dem 17. Jahrhundert. | BDA-Hist.: Q38024490 Status: Bescheid Stand der BDA-Liste: 2025-06-30 Name: Ehem. Forsthube jetzt Bauernhaus GstNr.: .40/1                                     |